# Alchemilla sarojiniae
Alchemilla sarojiniae é uma espécie de rosácea do gênero Alchemilla, pertencente à família Rosaceae.